# Thief (Destroyer)
Thief è il terzo album in studio del gruppo musicale canadese Destroyer, pubblicato nel 2000.

## Tracce
Testi e musiche di Dan Bejar.
1. Destroyer's the Temple – 4:48
2. To the Heart of the Sun on the Back of the Vulture, I'll Go – 3:52
3. The Way of Perpetual Roads – 3:54
4. Canadian Lover/Falcon's Escape – 3:21
5. City of Daughters – 2:35
6. Every Christmas – 3:30
7. Mercy (We Had the Right) – 5:28
8. Queen of Languages – 3:31
9. I. H. O. J. – 1:47
10. In Dreams – 3:26
11. Death on the Festival Circuit – 3:15
12. M. E. R. C. I. – 1:57
13. Thief – 2:27